# Natalia Butúzova
Natalia Anatólievna Butúzova (en ruso: Наталья Анатольевна Бутузова; 17 de febrero de 1954) es una deportista soviética que compitió en tiro con arco, en la modalidad de arco recurvo.
Participó en dos Juegos Olímpicos de Verano, obteniendo una medalla de plata en Moscú 1980, en la prueba individual, y el cuarto lugar en Seúl 1988, por equipo
Ganó dos medallas de oro en el Campeonato Mundial de Tiro con Arco al Aire Libre de 1981, cinco medallas en el Campeonato Europeo de Tiro con Arco al Aire Libre entre los años 1980 y 1988, y dos medallas de oro en el Campeonato Europeo de Tiro con Arco en Sala de 1983.

## Palmarés internacional
| Juegos Olímpicos                 | Juegos Olímpicos        | Juegos Olímpicos | Juegos Olímpicos |
| Año                              | Lugar                   | Medalla          | Prueba           |
| -------------------------------- | ----------------------- | ---------------- | ---------------- |
| 1980                             | Moscú (URSS)            | Medalla de plata | Individual       |
| Campeonato Mundial al Aire Libre |                         |                  |                  |
| Año                              | Lugar                   | Medalla          | Prueba           |
| 1981                             | Punta Ala (Italia)      | Medalla de oro   | Individual       |
| 1981                             | Punta Ala (Italia)      | Medalla de oro   | Equipo           |
| Campeonato Europeo al Aire Libre |                         |                  |                  |
| Año                              | Lugar                   | Medalla          | Prueba           |
| 1980                             | Compiègne (Francia)     | Medalla de oro   | Individual       |
| 1980                             | Compiègne (Francia)     | Medalla de oro   | Equipo           |
| 1982                             | Kecskemét (Hungría)     | Medalla de oro   | Individual       |
| 1982                             | Kecskemét (Hungría)     | Medalla de oro   | Equipo           |
| 1988                             | Luxemburgo (Luxemburgo) | Medalla de oro   | Equipo           |
| Campeonato Europeo en Sala       |                         |                  |                  |
| Año                              | Lugar                   | Medalla          | Prueba           |
| 1983                             | Falun (Suecia)          | Medalla de oro   | Individual       |
| 1983                             | Falun (Suecia)          | Medalla de oro   | Equipo           |